# Gioventù violata
Gioventù violata è un film del 2005 diretto da Griffin Dunne.

## Trama
Liz, una massaggiatrice di New York, sogna di abbandonare la sua vita e cercare il padre di suo figlio, un famoso antropologo che vive in Sud America per studiare una tribù primitiva (chiamata Yanomano o Fierce People). La sua vita però è a Manhattan ed è tranquilla, ma quando il figlio ha dei problemi con la legge, decide di darsi una nuova opportunità per evitare che il mondo le crolli addosso.